# Mundo Mo'y Akin
Mundo Mo'y Akin é uma telenovela filipina exibida pela GMA Network entre 18 de março e 6 de setembro de 2013, estrelada por Sunshine Dizon, Alden Richards, Louise delos Reyes, Lauren Young, Angelika dela Cruz, Jolina Magdangal, Gabby Eigenmann e Jaclyn Jose.

## Elenco

### Elenco principal
- Sunshine Dizon como Perlita Mendoza †
- Angelika dela Cruz como Giselle Atienza-Carbonel / Rodora Santos
- Jolina Magdangal como Zenaida "Aida" Carbonel
- Gabby Eigenmann como Ziggy Carbonel / Mendoza
- Lauren Young como Darlene Carbonel / Mendoza
- Alden Richards como Jerome Alvarez
- Louise delos Reyes como Marilyn Mendoza / Carbonel-Renacia
- Jaclyn Jose como Doña Charito Vda. de Carbonel

### Elenco recorrente
- Kier Legaspi como Romeo "Romy" Alvarez
- Frances Ignacio como Mama Josie
- Rita De Guzman como Alison Alcantara
- Marc Acueza como Harry Renacia
- Jojit Lorenzo como Chef Andy Santos

## Prêmios e indicações
| Ano  | Prêmio                              | Categoria                                   | Indicado           | Resultado |
| 2014 | Golden Screen Awards for Television | Melhor série de drama originais             | Mundo Mo'y Akin    | Indicado  |
| 2014 | Golden Screen Awards for Television | Melhor ator em série dramática              | Alden Richards     | Indicado  |
| 2014 | Golden Screen Awards for Television | Melhor atriz coadjuvante em série dramática | Angelika dela Cruz | Indicado  |
| 2014 | Golden Screen Awards for Television | Melhor atriz coadjuvante em série dramática | Sunshine Dizon     | Indicado  |
| 2014 | Golden Screen Awards for Television | Melhor atriz coadjuvante em série dramática | Jaclyn Jose        | Indicado  |
| 2014 | Golden Screen Awards for Television | Melhor ator coadjuvante em série dramática  | Gabby Eigenmann    | Indicado  |